# Castelrotto
Kastelruth tiếng Ý: Castelrotto; Archaic (982): Castellorupto; tiếng Latin: Castellum Ruptum) là một đô thị ở tỉnh Bolzano-Bozen trong vùng Trentino-Alto Adige/Südtirol của Ý, có vị trí cách khoảng 70 km về phía đông bắc của thành phố Trento và khoảng 20 km về phía đông bắc của thành phố Bolzano. Tại thời điểm ngày 31 tháng 12 năm 2004, đô thị này có dân số 6.166 người và diện tích là 117,8 km².
Đô thị Kastelruth có các frazioni (các đơn vị cấp dưới, chủ yếu là các làng) Alpe di Siusi, Bulla (Bula), Roncadizza (Roncadic), San Michele Siusi, Snat'Osvaldo, San Valentino, San Vigilio, Tagusa, Tisana, và Oltretorrente (Sureghes).
Kastelruth giáp các đô thị: Barbiano, Campitello di Fassa, Völs am Schlern, Lajen, Urtijëi, Waidbruck, Ritten, Santa Cristina Gherdëina và Tiers.

## Các làng và thị trấn

### frazioni

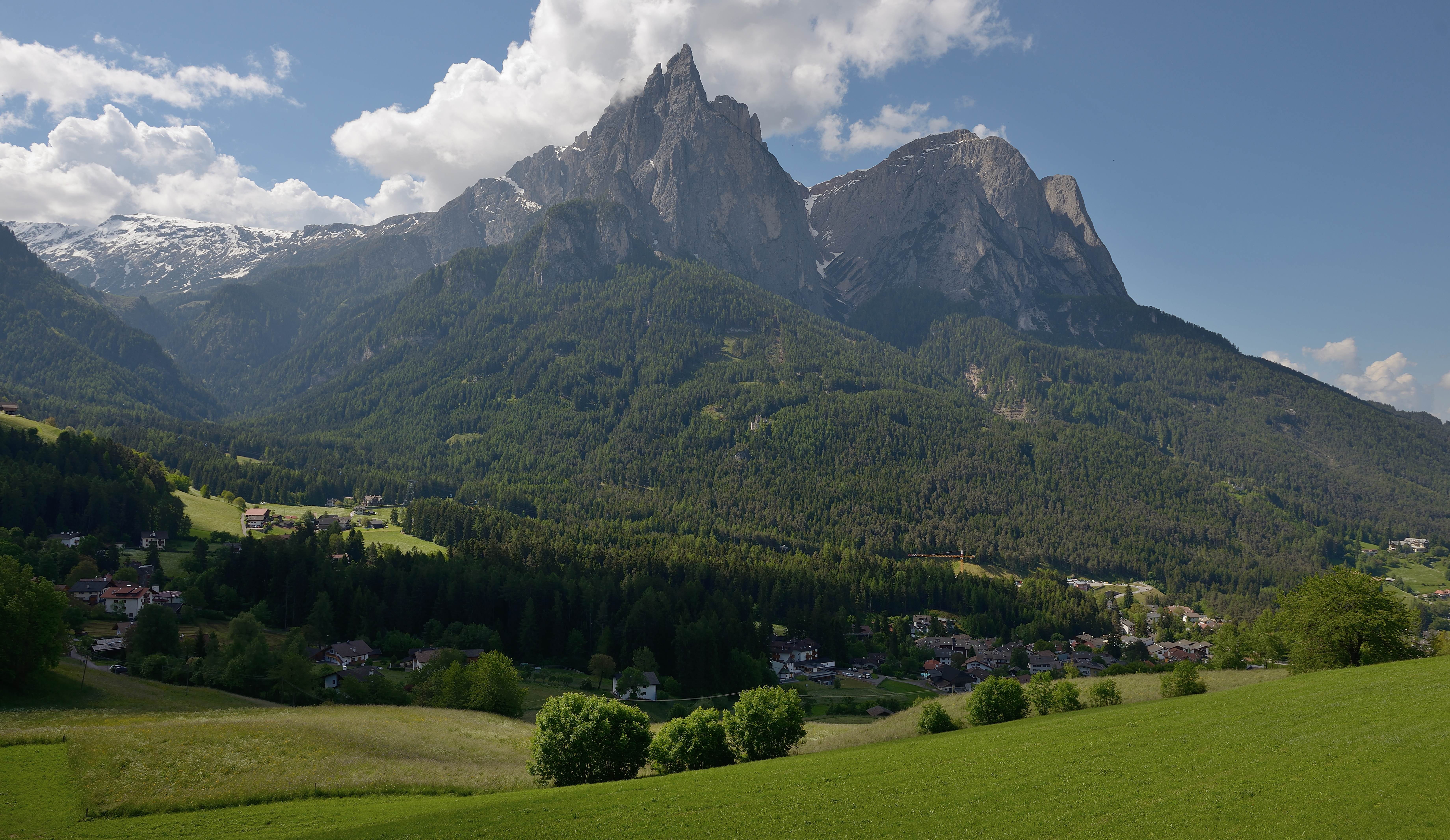
Seis am Schlern
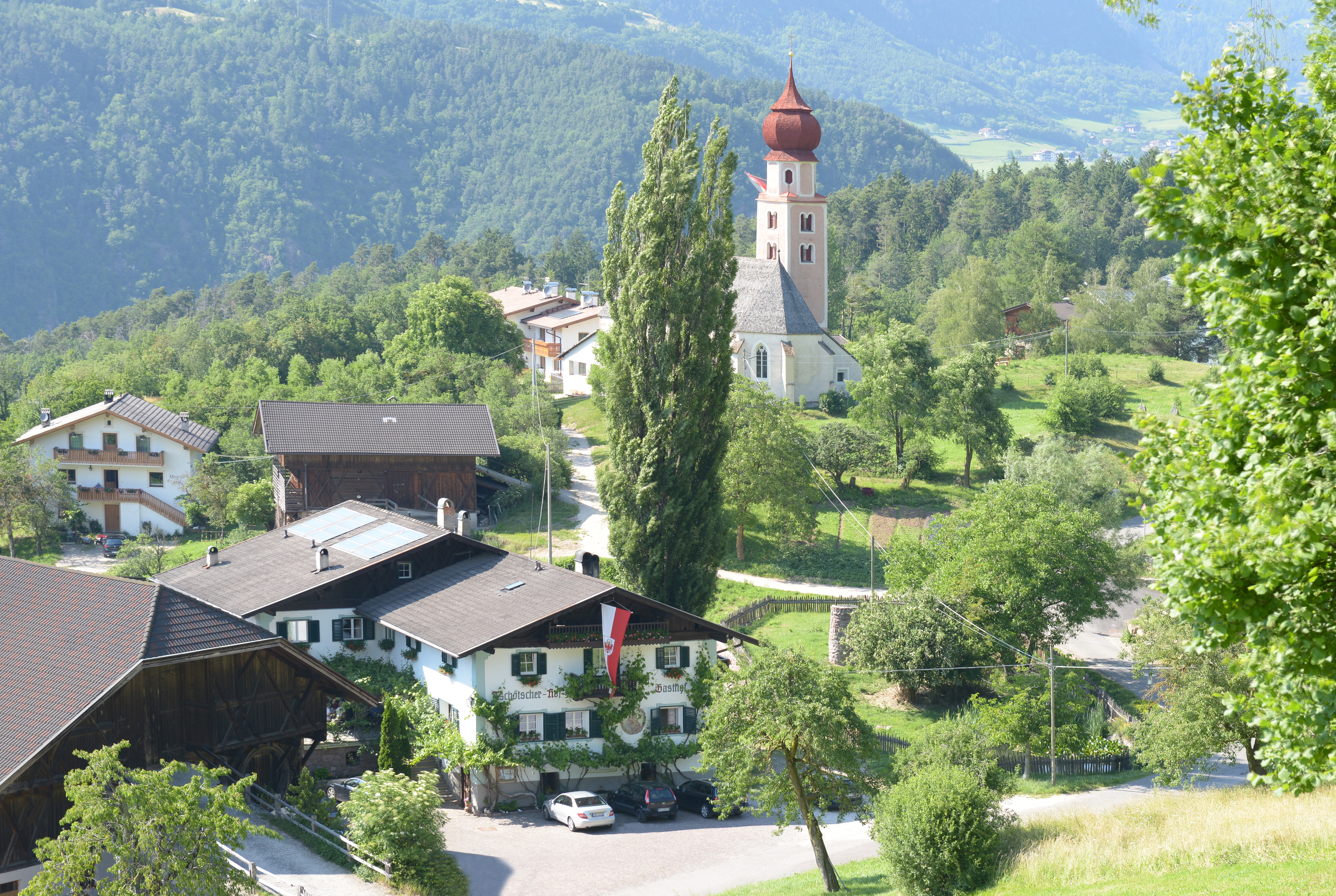
St. Oswald
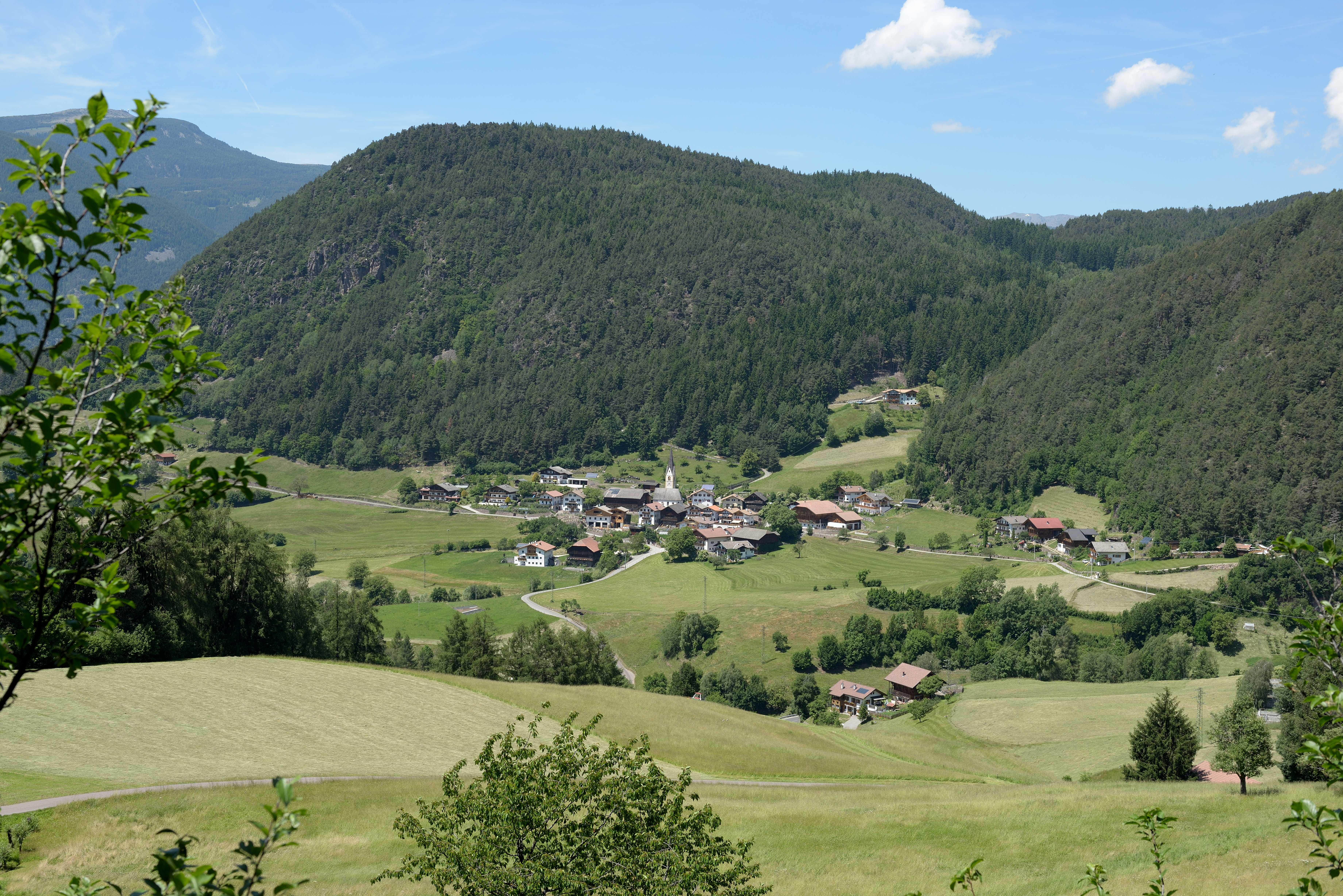
Tisens
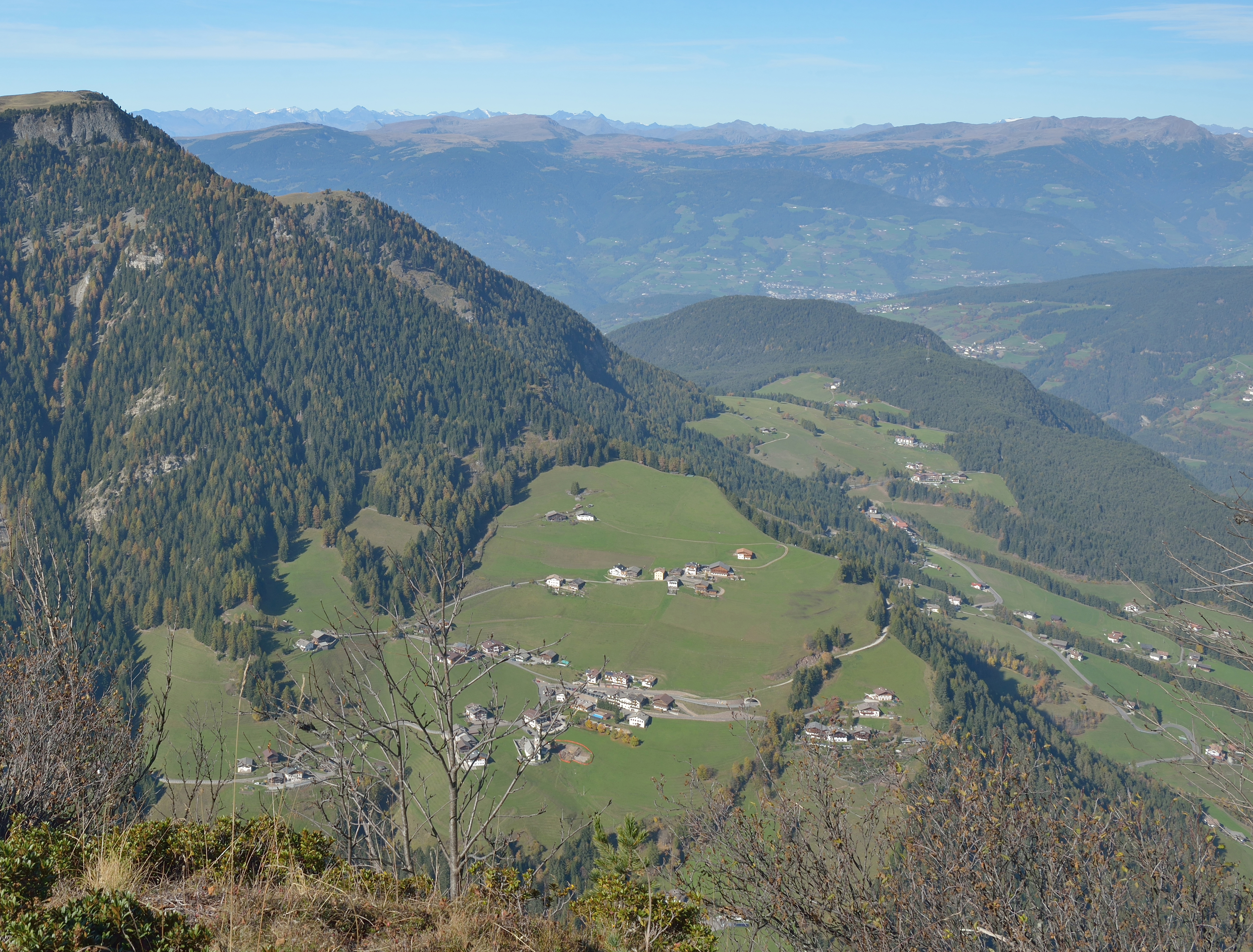
Pufels in Gröden
Runggaditsch in Gröden
Überwasser in Gröden